# دوري كرة القدم السلوفيني الدرجة الثالثة 2013–14
دوري كرة القدم السلوفيني الدرجة الثالثة 2013–14 هو موسم من دوري كرة القدم السلوفيني الدرجة الثالثة ‏. فاز فيه ND Dravinja ‏.